# Waman Wain
Waman Wain es una loma larga y un sitio arqueológico de la cultura Chavín ubicado cerca de la ciudad de Chavín de Huántar en el distrito de San Marcos, en la provincia de Huari en la región Áncash de Perú. La loma tiene dos cumbres: Muchic grande y Muchic chico.

## Ubicación
Se ubica en el lado este de la ciudad de Chavín, en la margen oriental del río Mosna, en el distrito de San Marcos en la provincia de Huari. Para acceder a pie hay que ascender durante 1 hora un desnivel de 500 m desde el fondo del valle por un camino de herradura.

## Estudios
El sitio fue visitado por Julio Espejo y Marino González en 1941. Espejo lo describió por primera vez en noviembre de ese año.  El sitio fue estudiado por Richard Burger en 1975, quien realizó tres excavaciones. En 1988 Wilhelm Diessl hizo una revisión del lugar.

## Descripción
En las dos cumbres de Waman Wain, Muchic grande y Muchic chico, existen los restos de estructuras: plataformas, andenes y superestructuras a manera de chullpas. En la falda sur del Muchin grande, aún se conserva una estructura similar a una chullpa.